# Evagrio di Antiochia
Evagrio di Antiochia (in latino Evagrius; fl. 388–392) fu un vescovo pretendente alla sede di Antiochia dal 388 al 392.
Succedette a Paolino II, ed ebbe l'appoggio del partito eustaziano e fu rivale di Flaviano durante il cosiddetto Scisma meleziano.
Dopo la morte di Paolino II, nel 388, gli Eustaziani continuarono a provare risentimento nei confronti di Flaviano per la sua parentela con l'odiato Melezio, accusato di essere stato consacrato dagli ariani. Così elessero Evagrio. Secondo Sozomeno, non rimase in carica a lungo.
Secondo Teodoreto di Cirro, la consacrazione di Evagrio da parte di Paolino era contraria al diritto canonico, perché egli la fece da solo, in punto di morte. Ciononostante, fu accettato dall'imperatore e così lo scisma persistette. Paolino ed Evagrio, di parte eustaziana, erano riconosciuti in Occidente come i veri vescovi, mentre in Oriente i vescovi meleziani, tra cui Flaviano, erano considerati legittimi.